# Dance Gavin Dance (álbum)
| Críticas profissionais | Críticas profissionais |
| Avaliações da crítica  | Avaliações da crítica  |
| Fonte                  | Avaliação              |
| ---------------------- | ---------------------- |
| AbsolutePunk           | (86%)                  |
| Exclaim!               | (favoravél)            |
| Sputnikmusic           | [ 2 ]                  |

Dance Gavin Dance (também conheçido como "Estrela da Morte", devido à capa do álbum) é o segundo álbum de estúdio da banda de post-hardcore americana Dance Gavin Dance. Auto-descrito como "auto-intitulado", foi lançado pela Rise Records em 19 de agosto de 2008. O álbum vendeu mais de 3800 cópias em sua primeira semana, após a banda divulgar várias músicas através da rede social MySpace: "Alex English", "Me and Zoloft Get Along Fine", "The Robot with Human Hair, Pt. 3" e "Caviar".
Dance Gavin Dance é o primeiro álbum sem o vocalista Jonny Craig e o guitarrista Sean Sullivan, mas é o primeiro a apresentar o guitarrista e o vocalista Zac Garren e Kurt Travis, e, portanto, o último com o vocalista e baixista Jonathon Mess e Eric Lodge (antes de seu retorno para a banda em 2011), ambos deixarão a banda logo após a gravação, embora antes do álbum ser lançado. Um vídeo da música "Me and Zoloft Get Along Just Fine" foi lançado. O álbum alcançou a posição de número #172 da Billboard 200 e o número #26 na parada Top Independent Albums.

## Faixas
| N.º            | Título                                                                     | Duração |  |
| 1.             | "Alex English"                                                             | 4:26    |  |
| 2.             | "Buffalo!"                                                                 | 2:40    |  |
| 3.             | "Me and Zoloft Get Along Just Fine"                                        | 3:06    |  |
| 4.             | "The Robot with Human Hair Pt. 3"                                          | 3:45    |  |
| 5.             | "Hot Water on Wool"                                                        | 4:26    |  |
| 6.             | "Hot Water on Wool (Reprise)"                                              | 1:56    |  |
| 7.             | "Uneasy Hearts Weigh the Most" (Com Nic Newsham do Gatsbys American Dream) | 3:38    |  |
| 8.             | "Caviar" (Com Chino Moreno do Deftones)                                    | 4:16    |  |
| 9.             | "Rock Solid" (Com Matt Geise do Lower Definition)                          | 5:06    |  |
| 10.            | "Burning Down the Nicotine Armoire Pt. 2"                                  | 3:32    |  |
| 11.            | "Reprogramming Mental Preprogramming"                                      | 3:09    |  |
| 12.            | "Skyhook"                                                                  | 2:53    |  |
| 13.            | "People You Know"                                                          | 9:23    |  |
| Duração total: | Duração total:                                                             | 52:20   |  |

## Créditos
Dance Gavin Dance
- Kurt Travis - vocal limpo
- Jon Mess - vocal gutural
- Will Swan - guitarras
- Zac Garren - guitarras
- Eric Lodge - baixo
- Matt Mingus - bateria, percussão

Produção
- Kris Crummett - produção, engenharia, mixagem, e masterização
- Mattias Adolfsson - capa do álbum